# Hanmer
Hanmer är en ort och community i Storbritannien. Den ligger i kommunen Wrexham och riksdelen Wales, i den södra delen av landet, 240 km nordväst om huvudstaden London.